# Liste der Steinkreuze im Landkreis Landshut
In dieser Liste der Steinkreuze im Landkreis Landshut sind die Steinkreuze (Sühnekreuze, Kreuzsteine etc.) im Landkreis Landshut in der Niederbayern, Bayern aufgelistet. Diese Liste erhebt keinen Anspruch auf Vollständigkeit.
| Gemeinde, Ortsteil                  | Lage                                               | Objekt                     | Beschreibung | Akten-Nr.    | Bild            |
| ----------------------------------- | -------------------------------------------------- | -------------------------- | --- | ------------ | --------------- |
| Bayerbach bei Ergoldsbach, Gerabach | Nördlich der Steinbacher Straße St 2328 (Standort) | Steinkreuz, Flurkreuz      | Das Flurkreuz am Ufer des Gerabachs steht auf einem breiten Fundament. An der schlanken Kreuzsäule in Form eines Quaders mit im Mittelteil abgeschrägten Ecken befindet sich eine achteckige Schrifttafel mit dem Text: „Herr segne unsere Fluren. Erneuert 2005. Etzstaller Gillisau“ |              | Fotos hochladen |
| Postau                              | Vor der Katholischen Kirche St. Maria (Standort)   | Steinkreuz, Friedhofskreuz | Steinkreuz im Friedhof vor der Katholischen Kirche St. Maria. Das Kreuz vom Viernageltypus hat Dreipassenden. Außergewöhnlich ist, dass Christus die Beine überkreuzt hat. | D-2-74-174-1 | Fotos hochladen |
| Rottenburg an der Laaber            | An der Straße von Inkofen nach Rahstorf (Standort) | Steinkreuz, Wegkreuz       | An der parallel zur LA 36 verlaufenden Straße von Inkofen nach Rahstorf in der Gemeinde Rottenburg an der Laaber, der gerne als Radweg benutzt wird, steht das Steinkreuz auf der Höhe von Allgramsdorf westlich am Weg. Vor dem Kreuz ist eine Ruhebank aufgestellt. Im Hintergrund ist die Ortschaft Allgramsdorf zu erkennen. Dort ist bei Hausnummer 5 der Rohbau einer Kapelle zu sehen, die zwischenzeitlich weitgehend fertiggestellt ist. Bis 1947 gab es in Allgramsdorf bereits eine Kirche St. Stephanus aus dem 14. Jahrhundert, die damals einem Straßenbau weichen musste. Das Kreuz aus geschliffenem, schwarzem Stein ist auf einem Betonsockel aufgesetzt. Der metallene Korpus entspricht dem Dreinageltypus. Unter dem Gekreuzigten ist zu lesen: ERRICHTET ZUR EHRE GOTTES VON FAMILIE REISINGER 1983 |              | Fotos hochladen |

- Karte mit allen Koordinaten:
- OSM |
- WikiMap